# Racionalismo valenciano

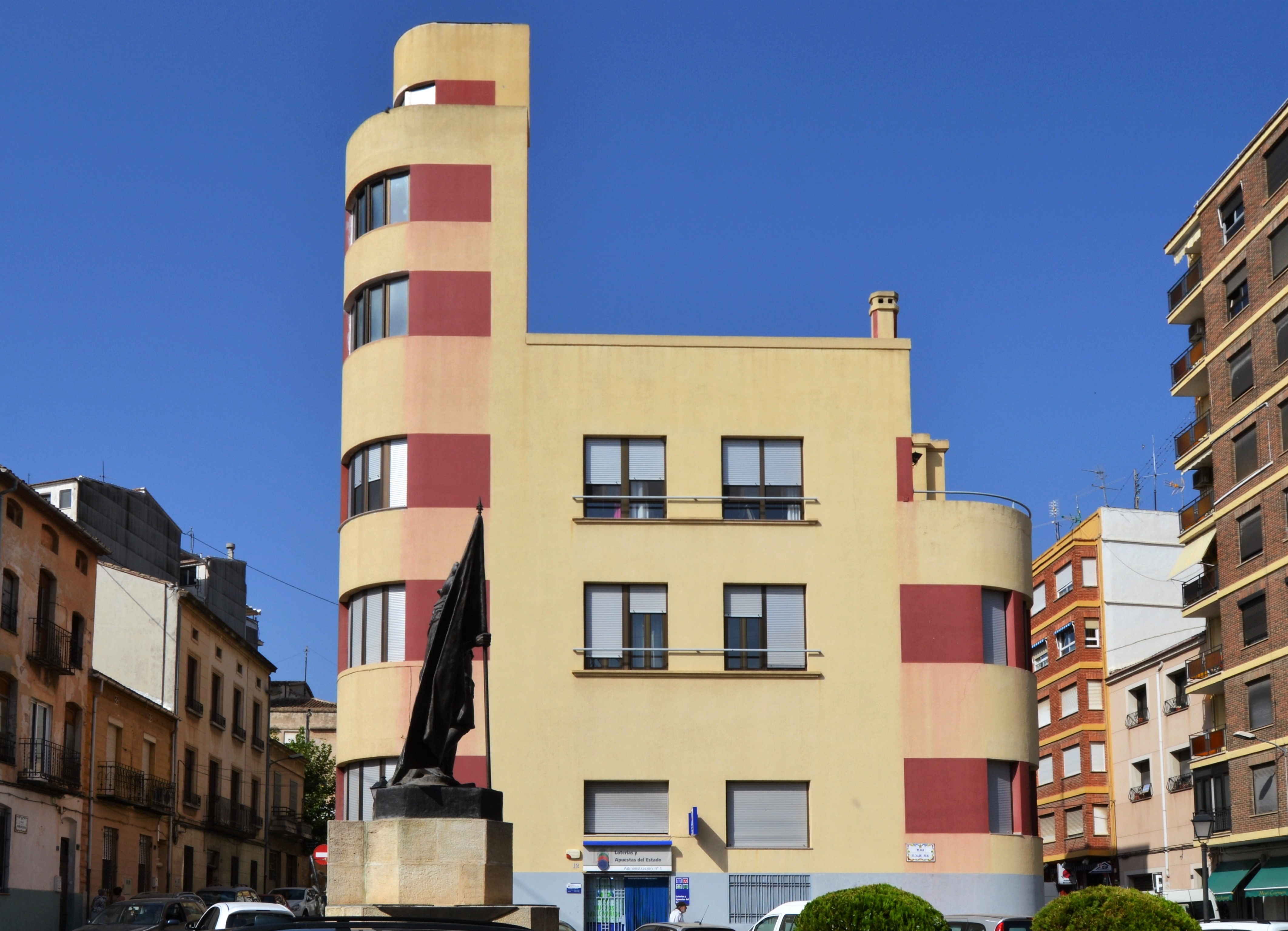
Edificio Merín, en Cocentaina (Alicante), uno de los primeros edificios del racionalismo valenciano.

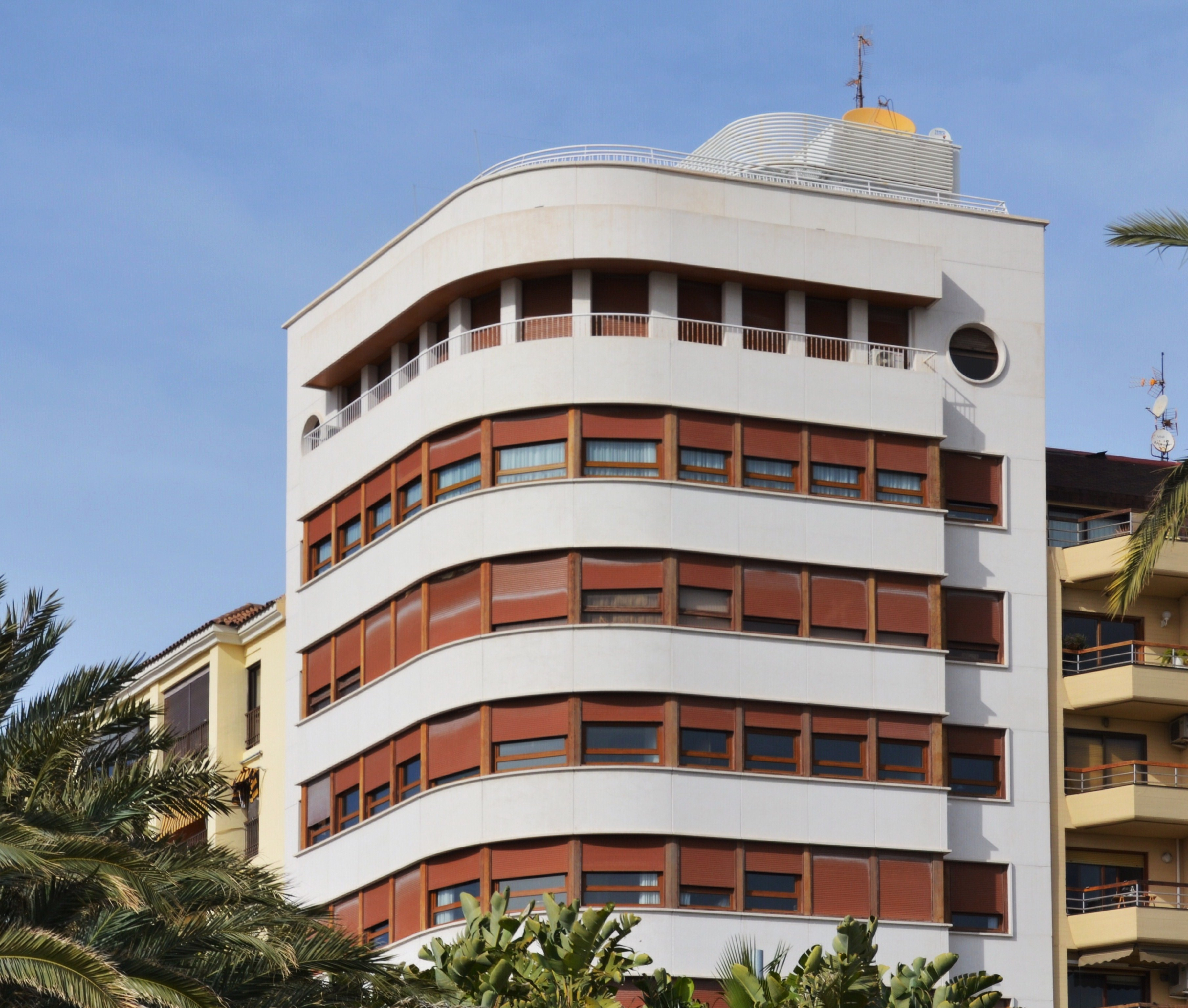
Edificio Galiana, en Alicante.

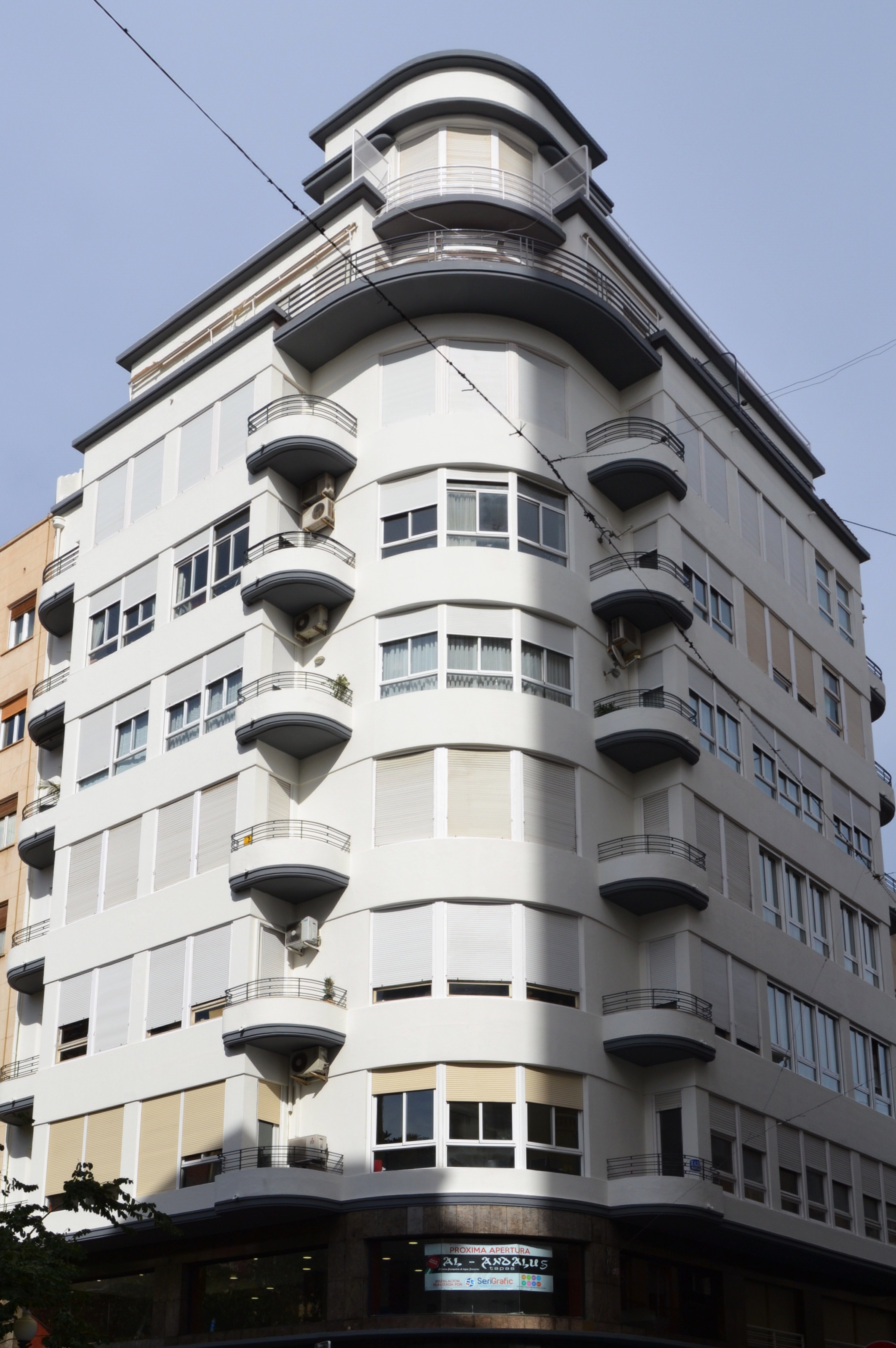
Edificio Roma, en Alicante.

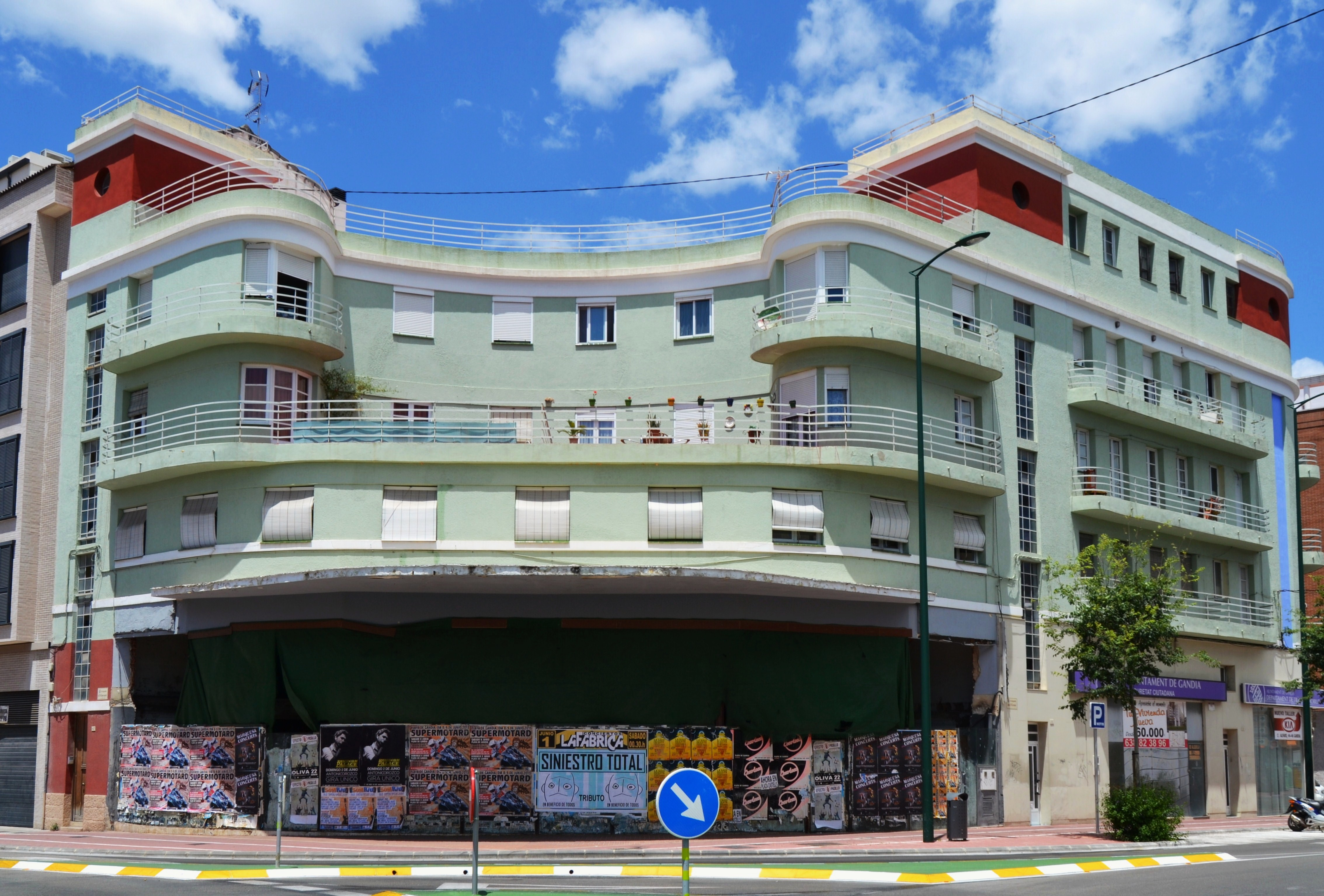
Garaje de TASA, en Gandía (Valencia).

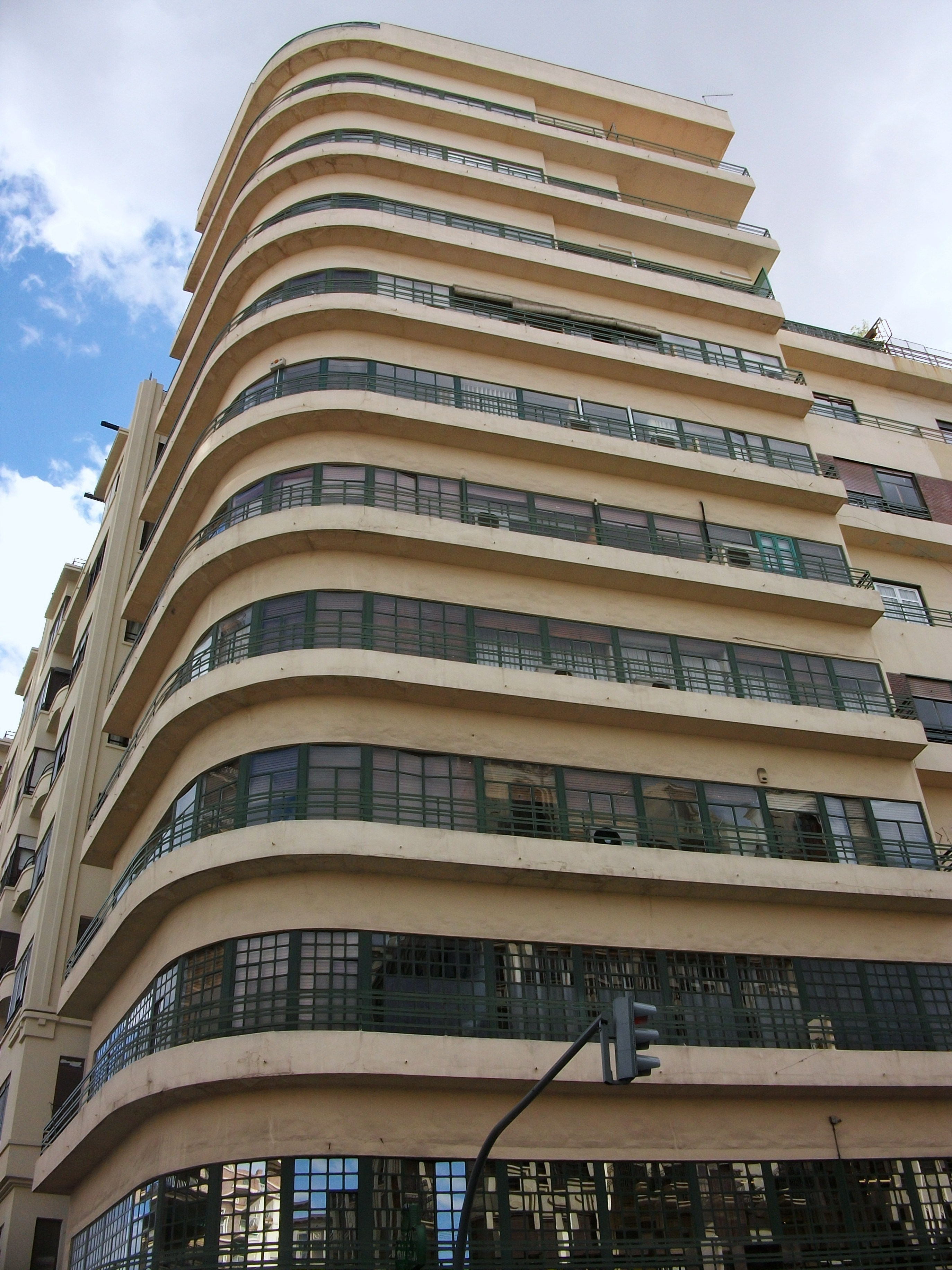
Edificio Alonso, en Valencia.

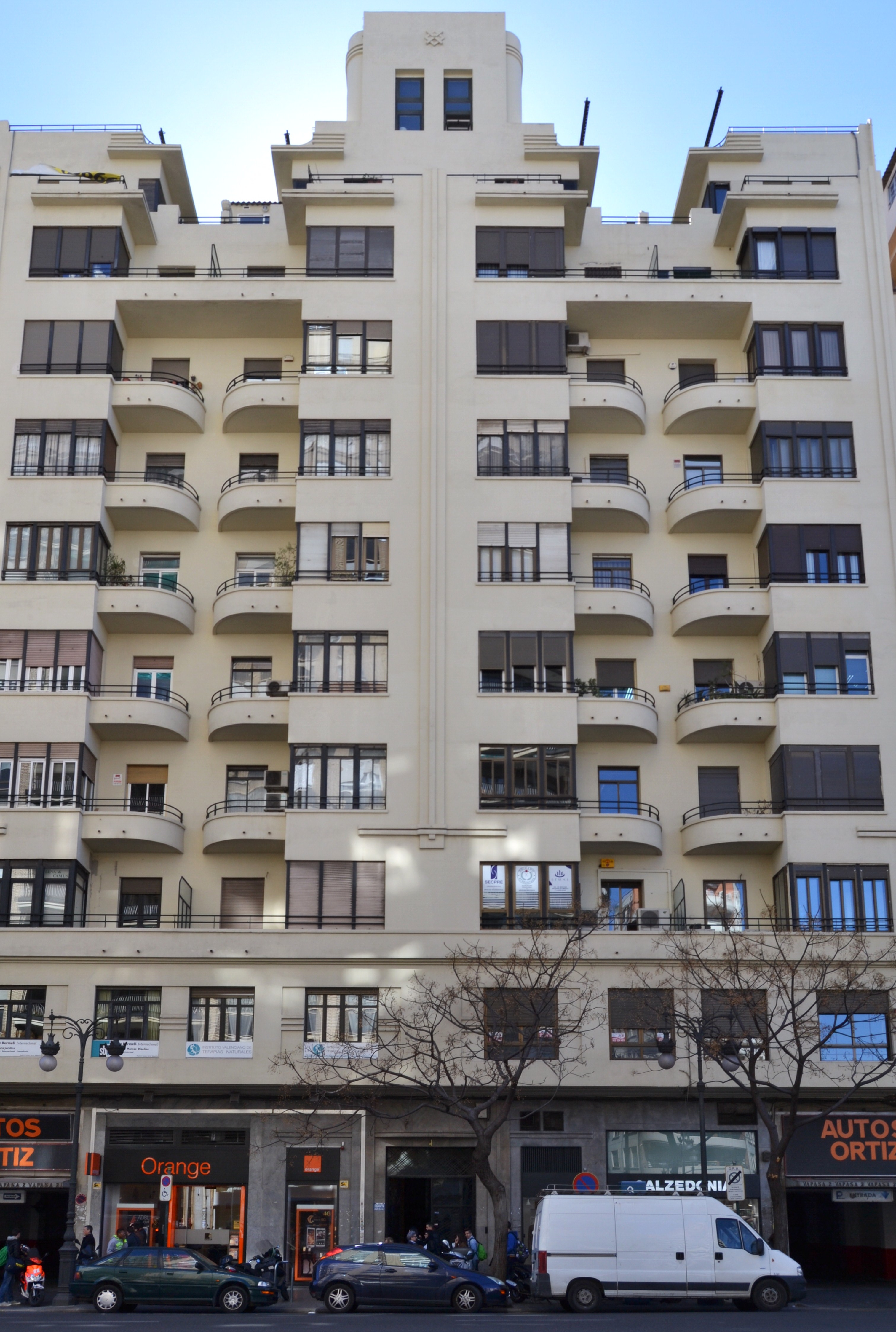
Edificio Roig Vives, en Valencia.

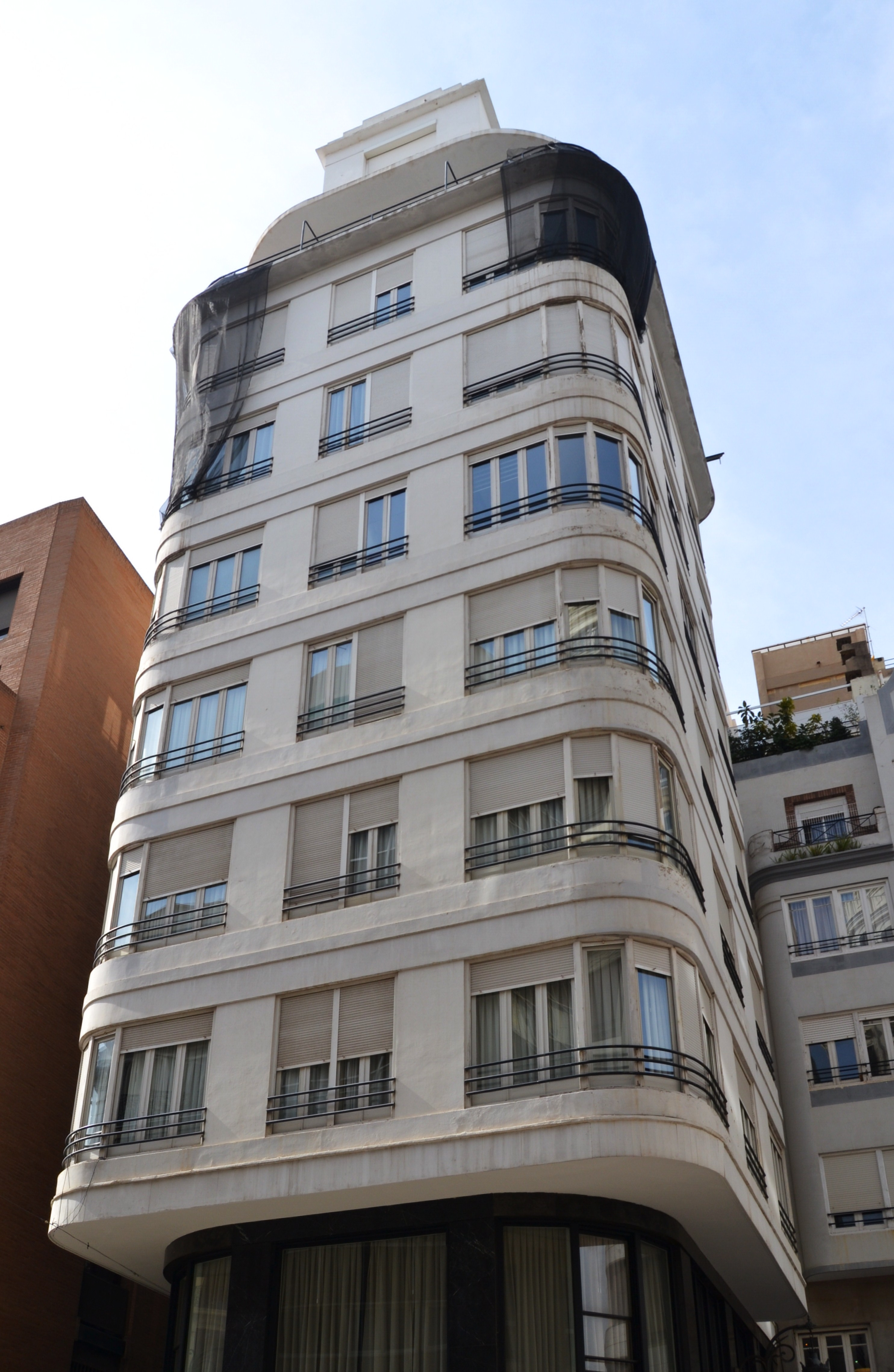
Edificio Roca, en Valencia

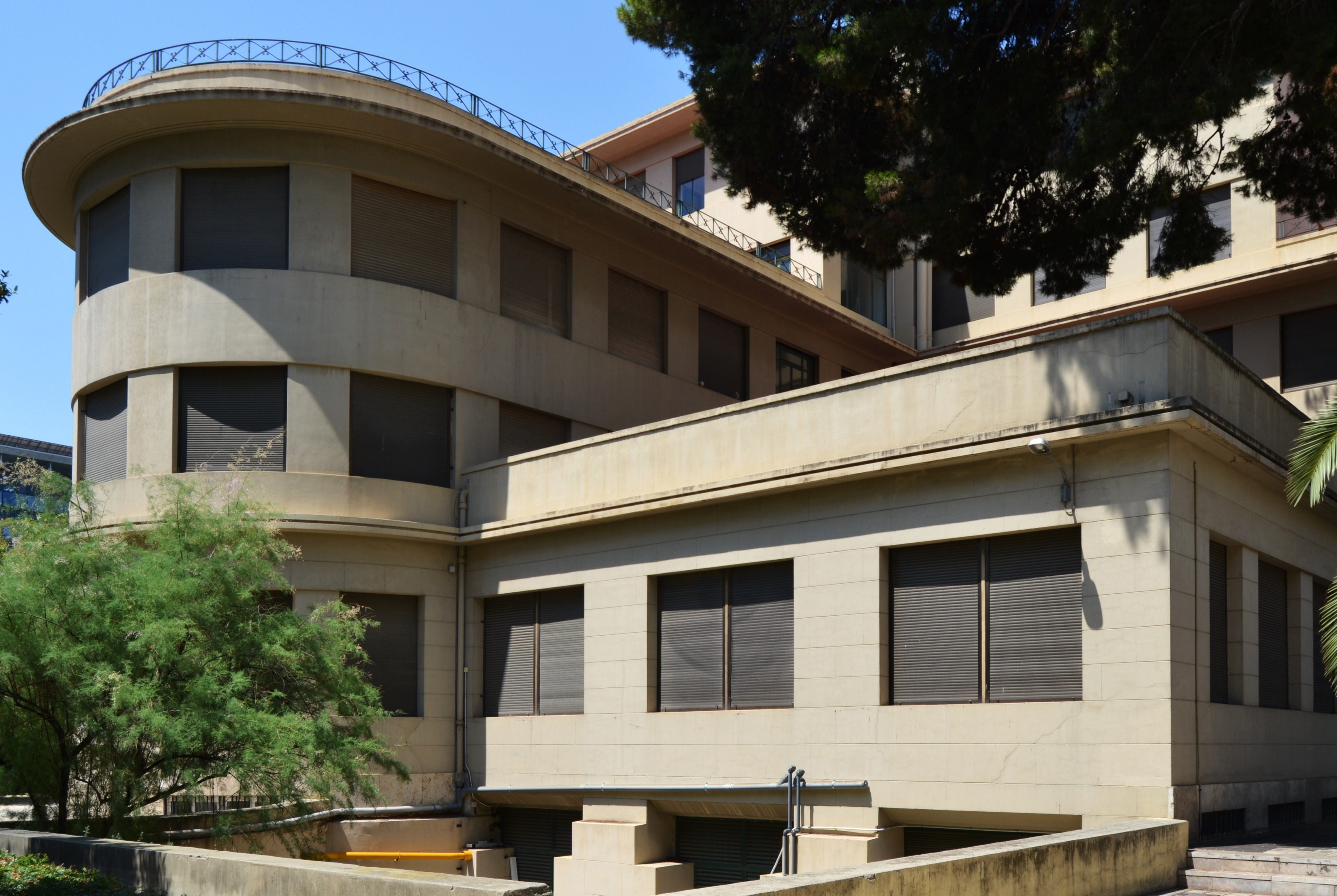
Colegio Mayor Luis Vives, en Valencia.

El racionalismo valenciano es definido como el racionalismo arquitectónico llevado a cabo en la Comunidad Valenciana en un periodo del siglo XX que se ha venido a fijar entre 1930 y 1945, a menudo mezclado con el expresionismo arquitectónico además de con otros estilos como el art déco valenciano previo o el academicismo. El racionalismo continuó muy presente en la Comunidad Valenciana tras la Guerra Civil Española especialmente en la ciudad de Valencia.

## Características
Esta nueva arquitectura destacaría tanto en sus formas y elementos como en los materiales usados. Serán comunes el uso del hormigón armado, el ladrillo visto, la presencia de amplios ventanales horizontales o las fachadas lisas sin ornamento de ningún tipo.

## Arquitectura
A principios de la década de 1930 en la Comunidad Valenciana el racionalismo empieza a convivir con el art déco valenciano en diversas obras arquitectónicas, en una mezcla de estilos que irá desapareciendo y decantándose a favor de la moda imperante, el racionalismo.
La Comunidad Valenciana posee una profusa arquitectura racionalista. Dentro del racionalismo valenciano pueden encontrarse destacadas obras racionalistas en diversas poblaciones valencianas como es el caso del edificio Merín, en Cocentaina (Alicante), una de las primeras obras racionalistas valencianas, proyectada en 1930 por el arquitecto alcoyano Vicente Valls Gadea.
En Alicante destacan las obras del arquitecto Miguel López González relacionado con el GATCPAC, como son el edificio Galiana, el edificio La Adriática y el edificio Roig entre otros, el edificio Roma de Gabriel Penalva Asensi o el edificio de la calle Federico Soto de Luis Albert Ballesteros. En Gandía (Valencia) podemos encontrar el singular garaje de TASA.
En Valencia, al arquitecto valenciano Francisco Javier Goerlich Lleó se deben la mayoría de edificaciones del periodo de transición entre la arquitectura del art déco valenciano y el racionalismo arquitectónico valenciano en la ciudad, como el edificio Roig Vives, el edificio Martí Cortina, el cine Metropol, el edificio Carlampio o el Colegio Mayor Luis Vives, todos ellos proyectados por Goerlich y que comparten características de ambos estilos arquitectónicos. 
En Valencia no se puede dejar al margen la famosa Finca Roja de otro arquitecto valenciano, Enrique Viedma Vidal, que está señalada como uno de los referentes más importantes dentro de la influencia del expresionismo holandés y el cine Rialto (1939, actualmente Filmoteca de la Generalidad Valenciana) obra de Cayetano Borso di Carminati. Otra obra destacada será la del arquitecto Luis Albert Ballesteros con el edificio Alonso y el edificio y fábrica Buch como más claros exponentes.
Entre las obras del racionalismo valenciano destacan:

### Provincia de Alicante
Alicante:
- Edificio Galiana
- Edificio La Adriática
- Edificio Roma
- Edificio Roig
- Edificio Federico Soto 10

Cocentaina:
- Edificio Merín

Elche:
- Cine Alcázar

### Provincia de Valencia
Gandía:
- Garaje de TASA

Valencia:
- Edificio Telefónica (Valencia)
- Edificio Alonso
- Finca Roja
- Edificio Roig Vives
- Edificio Martí Cortina
- Edificio Roca
- Edificio Cuadrado
- Colegio Mayor Luis Vives
- Mercado de Abastos de Valencia
- Cine Rialto (Valencia)
- Cine Metropol (Valencia)
- Museo de Ciencias Naturales de Valencia
- Edificio Santa María Micaela
- Edificio Merle
- Edificio Dasí
- Edificio Patuel-Longas
- Edificio y fábrica Buch
- Edificio Cánovas
- Edificio Zabala
- Edificio Carbajosa
- Edificio Albert Ballesteros
- Edificio Campos-Calvet
- Edificios Calvet
- Edificio Gil-Tecles
- Edifici Gil 2

### Arquitectos del racionalismo en la Comunidad Valenciana
Los arquitectos que realizaron obras dentro del racionalismo valenciano son los siguientes clasificados por las poblaciones en donde las desarrollaron:

#### Provincia de Alicante
- Alicante: Miguel López González, Luis Albert Ballesteros, Gabriel Penalva Asensi.
- Cocentaina: Vicente Valls Gadea.
- Elche: Antonio Serrano Peral.

#### Provincia de Valencia
- Gandía: Alfonso Fungairiño Nebot.
- Valencia: Francisco Javier Goerlich, Luis Albert Ballesteros, Vicente Valls Gadea, Enrique Viedma Vidal, Cayetano Borso di Carminati, Santiago Esteban de la Mora, Ignacio de Cárdenas Pastor, Joaquín Rieta Síster, Luis Gay Ramos, Santiago Artal Ríos, Ricardo Roso Olivé, etc.